# Hollergraben (Eckbach)
Der Hollergraben (seltener auch Hollersgraben) in der nördlichen Vorderpfalz (Rheinland-Pfalz) ist ein knapp 2,4 km langer Wassergraben und ein rechter Zufluss des Eckbachs. Er fließt mit seiner gesamten Länge im Rhein-Pfalz-Kreis.

## Name
Der Hollergraben bekam seinen Namen wegen der an seinen Ufern wachsenden Holundersträucher. Der Holunder wird in der vor Ort gebrauchten Mundart Holler genannt. Das etymologisch falsche s in der seltener auftretenden Namensform wurde durch Personen eingebracht, die Landschaftsbeschreibungen oder Landkarten anfertigten, aber mit der örtlichen Sprache nicht vertraut waren.

## Geographie

### Verlauf und Zuflüsse
Der Hollergraben besitzt keine eigentliche Quelle, er entsteht am Feldrand nördlich der Wohnbebauung von Beindersheim auf 93 m Höhe.
Das Gewässer verläuft als künstlich angelegter Graben mit fast unmerklichem Gefälle von Süd nach Nord, also quer zur natürlichen Laufrichtung der vorderpfälzischen Fließgewässer. Im Abstand von etwa 500 m fließt der Bach östlich von Großniedesheim durch die Felder und sammelt dabei das Wasser etlicher landwirtschaftlicher Bewässerungsgräben, die von links einmünden und deren Wasser teilweise aus dem Eckbach abgeleitet ist.
Südöstlich von Kleinniedesheim mündet der Hollergraben auf 92 m Höhe von rechts in den Eckbach.
Der 2,4 km lange Lauf des Hollergrabens endet 1 Höhenmeter unterhalb seiner Quelle, er hat somit ein mittleres Sohlgefälle von nur 0,42 ‰.

### Einzugsgebiet
Der Hollergraben entwässert einen landwirtschaftlichen Bereich von knapp 2 km² zum Eckbach, der sein Wasser dem Rhein zuführt.